# غوانوسين منقوص الأكسجين
الغوانوسين منقوص الأكسجين (بالإنجليزية: Deoxyguanosine )‏ هو قاعدة بيورين غوانين تترابط فيها ذرة النيتروجين 9 بذرة الكربون 1' لريبوز منقوص الأكسجين، وهو مشابه لنوكليوسيد الغوانوزين باستثناء وجود الهيدروجين (-H) مكان مجموعة الهيدروكسيل (-OH) في الذرة 2' لحلقة الريبوز.
حين يرتبط بمجموعة فوسفات في الذرة 5' يصبح غوانوسين منقوص الأكسجين أحادي الفسفات أحد مكونات الحمض النووي الصبغي.